# Dendrelaphis papuensis
Espèce
Dendrelaphis papuensis est une espèce de serpents de la famille des Colubridae.

## Répartition
Cette espèce est endémique des îles Trobriand en Papouasie-Nouvelle-Guinée.

## Description
Dendrelaphis papuensis est un serpent arboricole diurne. Dans sa description Boulenger indique que les spécimens en sa possession mesurent environ 105 cm dont 31 cm pour la queue. Cette espèce présente un dos brun olive. Sa tête et son cou sont noirâtres. Sa face ventrale est olive clair.

## Étymologie
Son nom d'espèce, composé de papu[a] et du suffixe latin -ensis, « qui vit dans, qui habite », lui a été donné en référence au lieu de sa découverte.

## Publication originale
- Boulenger, 1895 : Description of two new reptiles obtained by Mr. A.S. Meek in the Trobriand Islands, British New Guinea. Annals and Magazine of Natural History, ser. 6, vol. 16, p. 408-409 (texte intégral).